# Pfarrkirche Wullersdorf

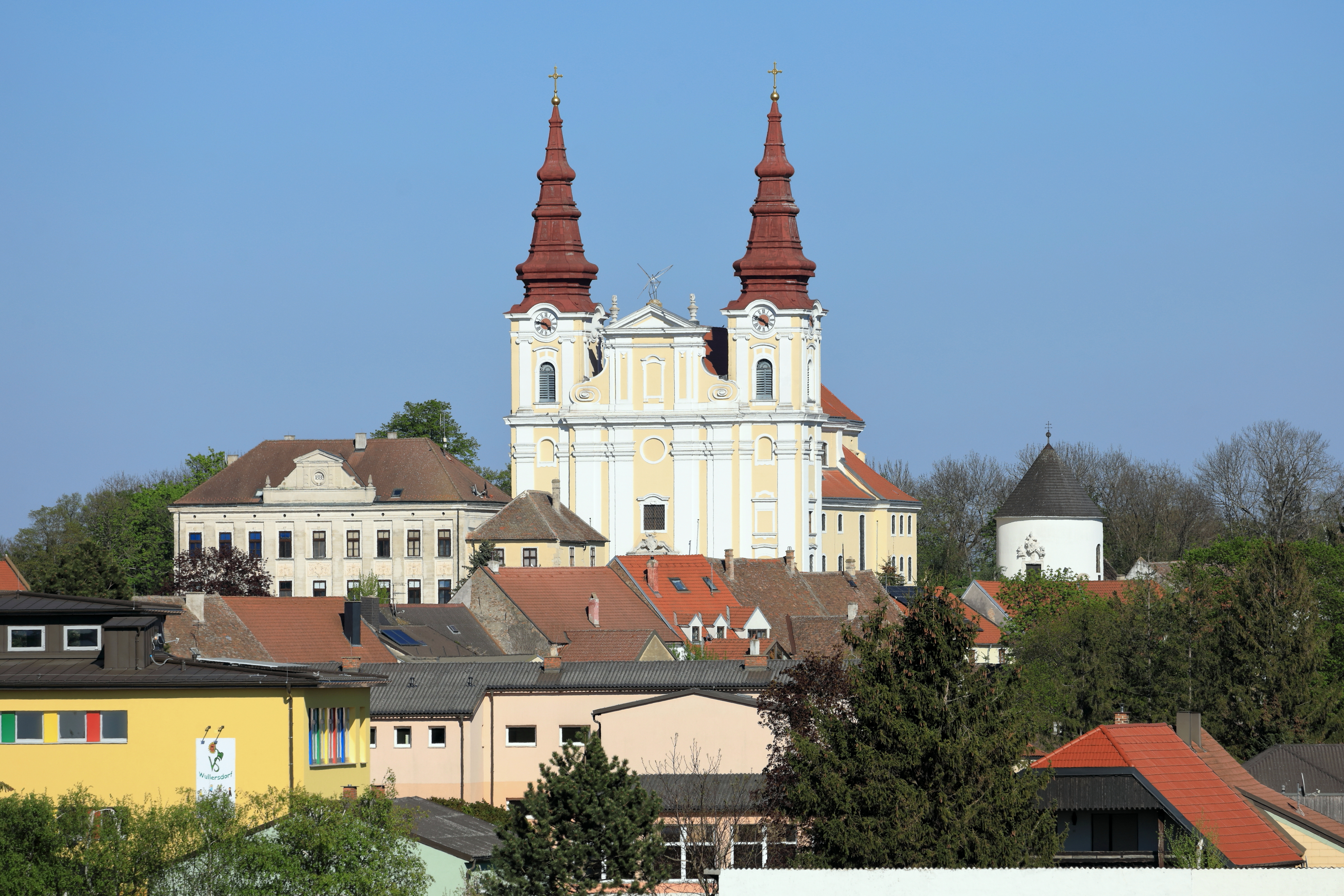
Katholische Pfarrkirche hl. Georg in Wullersdorf, links ehemaliges Rathaus, rechts der Karner im Kirchhof

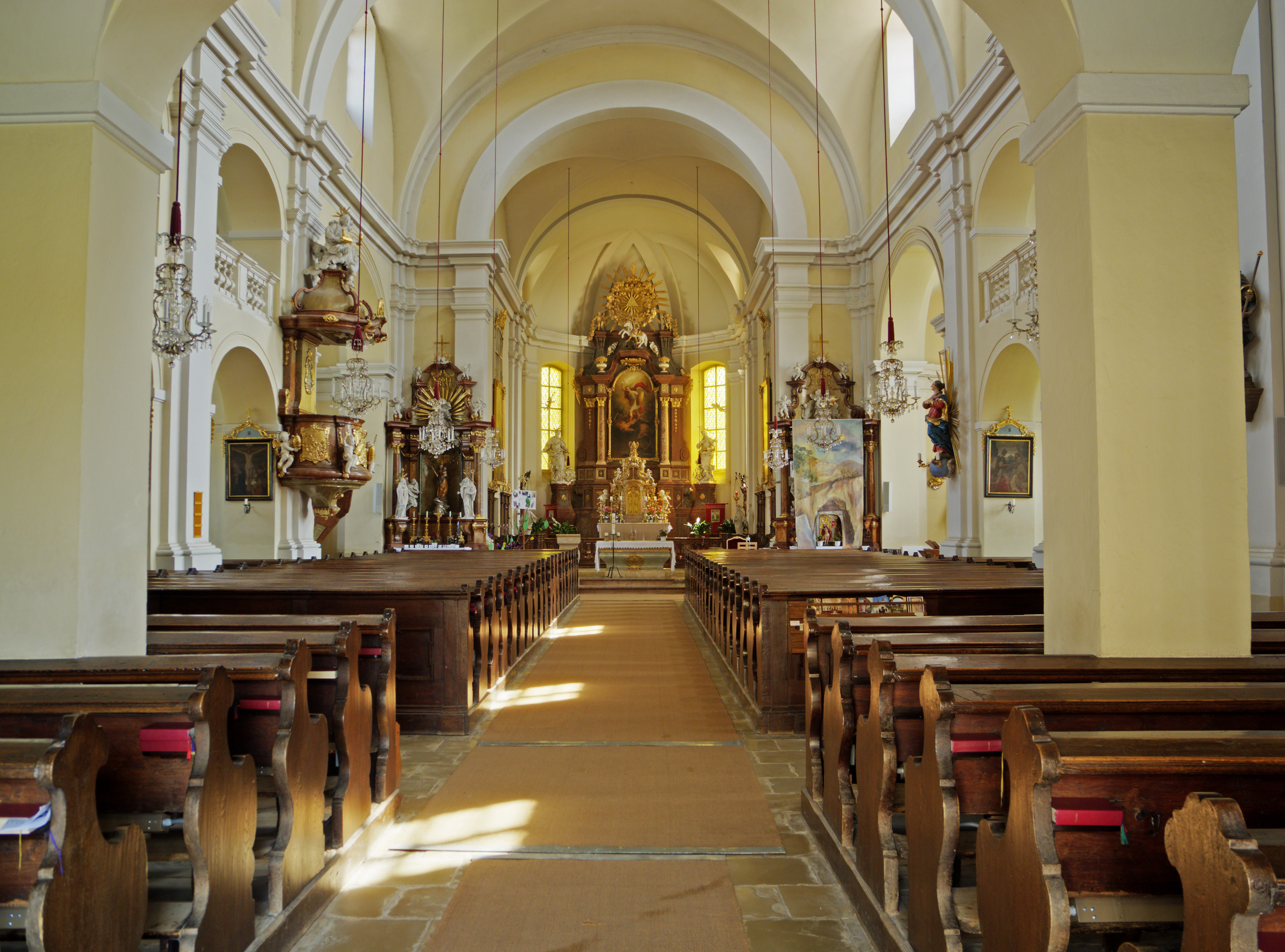
Im Langhaus zum Chor

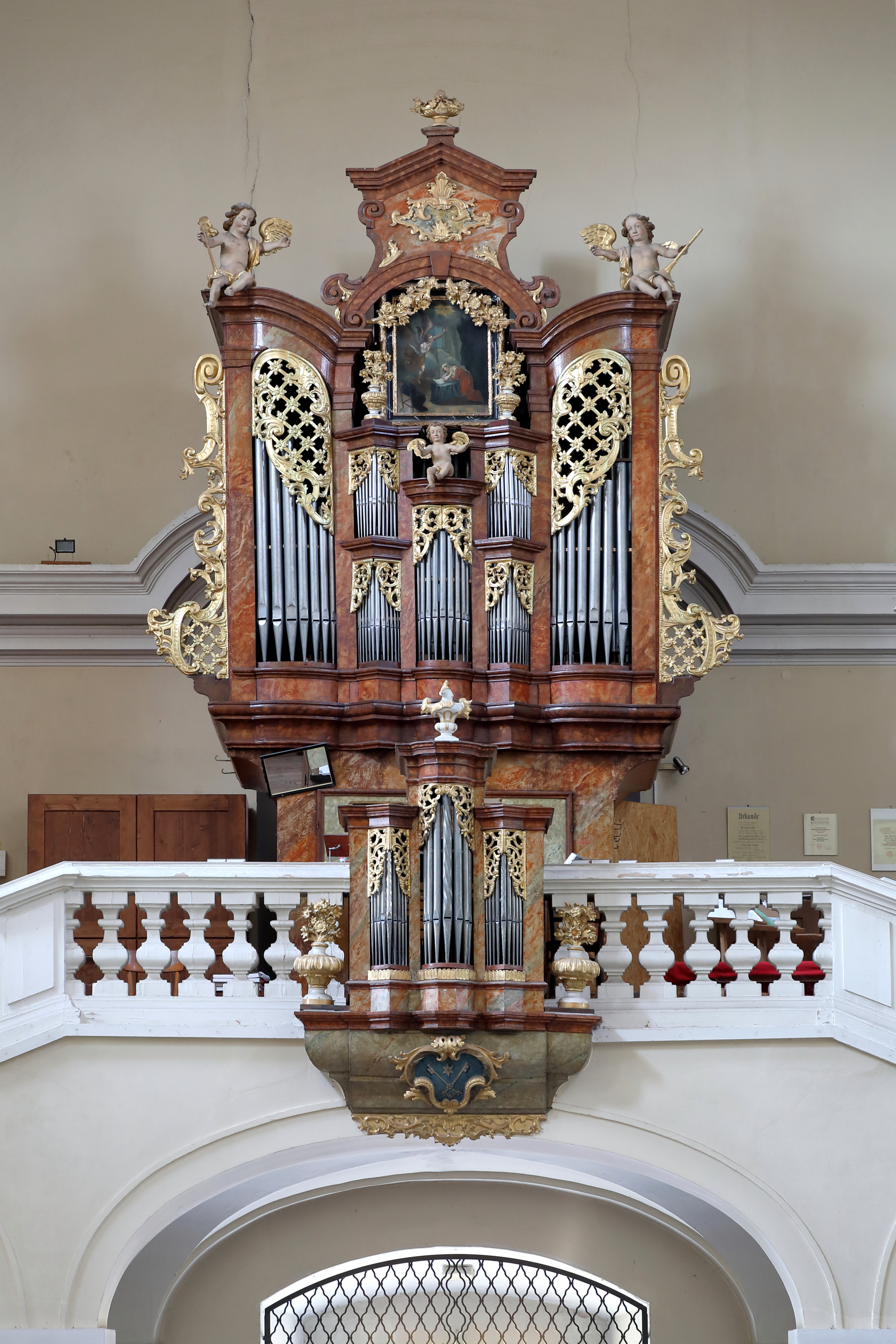
Orgel

Die Pfarrkirche Wullersdorf steht auf der Anhöhe im Osten der Marktgemeinde Wullersdorf im Bezirk Hollabrunn in Niederösterreich. Die dem Heiligen Georg geweihte römisch-katholische Pfarrkirche – dem Stift Melk inkorporiert – gehört zum Dekanat Hollabrunn in der Erzdiözese Wien. Die Kirche steht unter Denkmalschutz (Listeneintrag).

## Geschichte
Die Pfarre gilt als Mutterpfarre des mittleren Weinviertels. 1108 wurde die Kirche geweiht. 1113 wurde die Pfarre durch Leopold III. dem Stift Melk geschenkt und 1348 inkorporiert.
Mit dem Kirchenneubau im dritten und vierten Jahrzehnt des 18. Jahrhunderts war urkundlich 1725 Jakob Prandtauer verbunden, ihm wurde der Entwurf zugeschrieben, urkundlich war 1733 Franz Munggenast mit dem Kirchenbau befasst und hat den Bau wohl vollendet. Nach einem Brand 1822 wurde ab 1835 mit der Renovierung begonnen. 1864/1865 erhielt die Kirche die Fassadentürme nach den Plänen des Baumeisters Franz Schlierholz. 1967 wurde die Kirche innen und 1978/1979 außen restauriert.

## Architektur
Die Pfarrkirche steht auf der Anhöhe im Osten des Marktes. Der Kirchhof ist vom unten vorgelagerten Marktplatz durch das ehemalige Rathaus und Schule abgeriegelt. Hierbei wird durch einen axialen Treppenaufgang mit Portalanlage und einer Passage im Rathausbau, das ehemalige Benefiziatenstöckl, der Kirchhof erschlossen.
Das Kirchenäußere zeigt eine mächtige barocke basilikale Emporenkirche mit einer im 19. Jahrhundert ausgebauten Giebelfront als Doppelturmfassade. Der Chor ist im Kern gotisch. Die Kirche war eine Wehrkirche und ist von einer ehemaligen wehrhaften Kirchhofmauer umgeben.

## Ausstattung
Die marmorierte Einrichtung mit weißen Figuren entstand in den 40er Jahren des 18. Jahrhunderts.

### Orgel
Die Orgel baute 1744 Johann Hencke, sie hat ein kleinförmig gestaffeltes dekoriertes Gehäuse mit dem eingefügten Bild Mariä Verkündigung. Das Brüstungspositiv ist wie die Orgel gestaltet. Die Orgel wurde später mehrfach verändert.

### Glocken
Das Geläute der Pfarrkirche Wullersdorf besteht aus fünf Glocken, vier davon werden als Hauptgeläut genutzt. Die fünfte läutet nur zum Tod eines Pfarrmitglieds.
| Nr. | Name                       | Schlagton | Gewicht in Kg | Durchmesser in cm | Material   | Gießer                   | Gussjahr |
| --- | -------------------------- | --------- | ------------- | ----------------- | ---------- | ------------------------ | -------- |
| 1   | Antonius (Pummerin)        | es1       | 1268          | 128               | Zinnbronze | Glockengießerei Pfundner | 1965     |
| 2   | Maria (Zwölferglocke)      | g1        | 565,5         | 100               | Zinnbronze | Glockengießerei Pfundner | 1965     |
| 3   | Leopold (Elferglocke)      | b1        | 335,9         | 86                | Zinnbronze | Glockengießerei Pfundner | 1965     |
| 4   | Josef (Wandlungsglocke)    | c2        | 257,8         | 75                | Zinnbronze | Glockengießerei Pfundner | 1954     |
| 5   | Zügenglocke ("Zin'glöckl") | ges³      | ?             | 35,5              | Gusseisen  | Ulrich & Weule           | 1918     |